# Aleksander Mülber
Aleksander Mülber, ou Aleksander Mühlberg (29 décembre 1897, Reval auj. Tallinn - 19 mai 1931, Paris) est un peintre, dessinateur et graveur estonien.

## Quelques œuvres

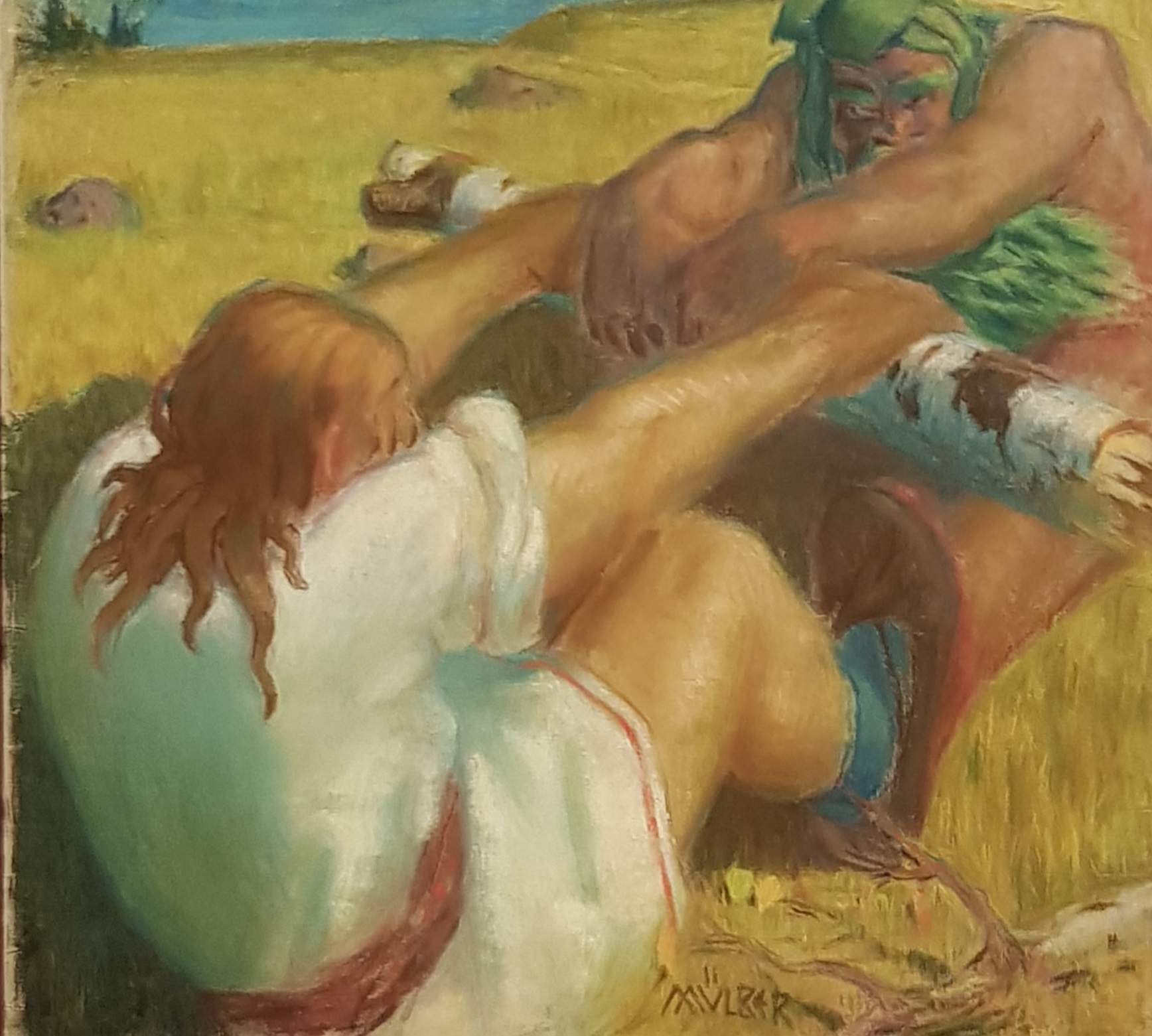
Kalevipoeg et Sorts luttant

- Tallinna katused Niguliste kiriku juures, etüüd
- Kalevipoeg et Sorts luttant (vers 1915)
- Ait (Küün Lagedil) (1915-1916)